# Squalan
Squalan, ein farbloses Öl, ist ein acyclischer Triterpen-Kohlenwasserstoff und zusammen mit dem Squalen Grundverbindung der meisten Triterpene. Im Allgemeinen folgt es den Eigenschaften der Alkane. Squalan ist aus zwei Farnesan-Einheiten Schwanz-Schwanz (siehe Terpene für Erklärung) verknüpft. Botryococcan  ist ein Isomer des Squalans.

## Vorkommen
Squalan kommt (neben Squalen) im Fischlebertran und vielen Pflanzenölen (z. B. Weizenkeimöl, Reiskeimöl, Avocadoöl, Olivenöl, …) vor.

## Gewinnung
Unter anderem wird Squalan in den USA in nicht unbeträchtlichem Maße aus Haien gewonnen. Heute ist es jedoch auch möglich, die Verbindung durch Hydrierung von Squalen zu gewinnen oder aus Pflanzenölen zu isolieren. Um die Herkunft zu verdeutlichen, wird es in diesem Fall als Phytosqualan bezeichnet.

## Eigenschaften
Squalan ist eine klare, farb- und geruchlose, ölige Flüssigkeit. Ihr Flammpunkt beträgt 217 °C.

## Verwendung
Als Phytosqualan wird Squalan in Kosmetikprodukten als die Haut weich machende und glättende Lipidkomponente verwendet. In Haarpflegeprodukten dient es als Conditioner. In der Gaschromatographie dient Squalan als besonders apolare stationäre Phase. Auch findet es als Schmiermittel und Transformatorenöl Verwendung.

## Externe Links zu erwähnten Verbindungen
1. ↑  Externe Identifikatoren von bzw. Datenbank-Links zu Farnesan:  CAS-Nr.: 3891-98-3, EG-Nr.: 622-542-2, ECHA-InfoCard: 100.151.294, PubChem: 19773, ChemSpider: 18625, Wikidata: Q27116951.
2. ↑  Externe Identifikatoren von bzw. Datenbank-Links zu Botryococcan:  CAS-Nr.: 100664-65-1, PubChem: 14432021, Wikidata: Q104253696.

Kohlenwasserstoff